# Cynthia Bourgeault

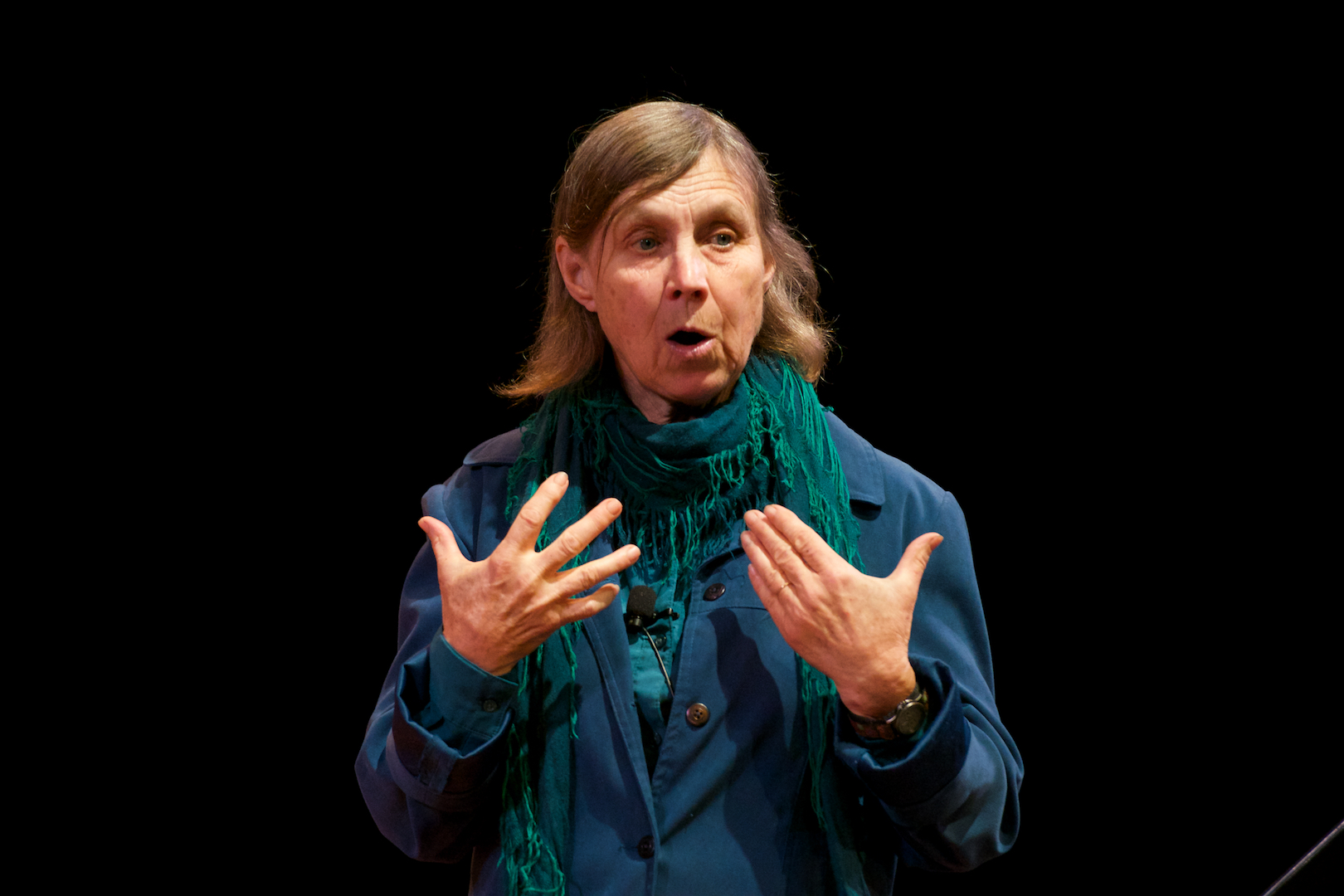
Cynthia Bourgeault (2017)

Cynthia Bourgeault (* 13. März 1947 in West Chester, Pennsylvania) ist eine US-amerikanische Priesterin der episkopalen anglikanischen Kirche, Lehrerin der christlichen Kontemplation und Buchautorin.

## Werdegang
Neben einer Ausbildung in Mediävistik an der University of Pennsylvania und der Ohio State University studierte sie sieben Jahre an einer Schule des Vierten Weges (oder des »esoterischen Christentums«) nach G.I. Gurdjieff und beschäftigte sich auch intensiv mit dem Sufismus, dem tibetischen Buddhismus und weiteren mystischen Traditionen des Ostens.
Cynthia Bourgeault engagiert sich für den interspirituellen und interreligiösen Dialog und ist eine Lehrerin der Praxis des Gebets der Sammlung (oder des zentrierenden Gebets) nach Thomas Keating, Bruno Barnhart und Richard Rohr, mit denen sie zusammengearbeitet hat.
Sie war eine Gründungsdirektorin der Aspen Wisdom School wie auch der Contemplative Society bei Vancouver, Kanada, wo sie lange als Lehrerin und Beraterin tätig war, und ist Mitglied des GPIW (Global Peace Initiative for Women) Contemplative Council.
Cynthia Bourgeault hat zahlreiche Artikel für Magazine wie etwa das Parabola Magazin und das Gnosis Magazine, verfasst sowie rund ein Dutzend Bücher zur kontemplativen Praxis und zur christlichen Weisheitstradition.

## Werke
- Love Is Stronger than Death: the Mystical Union of Two Souls. New York 1999.
- Mystical Hope: Trusting in the Mercy of God. Cambridge, Massachusetts, 2001.
- Wisdom Way of Knowing: Reclaiming an Ancient Tradition to Awaken the Heart. San Francisco 2003.
- Centering prayer and inner awakening. Foreword by Thomas Keating. Cambridge, Massachusetts, 2004.
- Chanting the Psalms. Boston 2006.
- Wisdom Jesus: Transforming Heart and Mind: a New Perspective on Christ and His Message. Boston 2008.
  - Deutsche Ausgabe: Jesus: Meister der Weisheit – Was er wirklich lehrte über die Verwandlung unseres Herzens. Xanten: Chalice, 2020, ISBN 978-3-942914-44-4
- Meaning of Mary Magdalene: Discovering the Woman at the Heart of Christianity. Boston 2010.
  - Deutsche Ausgabe: Maria Magdalena : Die Frau im Herzen des Christentums. Xanten: Chalice, 2022, ISBN 978-3-942914-53-6
- Holy Trinity and the Law of Three: Discovering the Radical truth at the Heart of Christianity. Boston 2013.
  - Deutsche Ausgabe: Die Heilige Dreifaltigkeit und das Gesetz der Drei – Der Schlüssel zum Geheimnis des Christentums. Xanten: Chalice, 2020, ISBN 978-3-942914-45-1
- Heart of Centering Prayer: Nondual Christianity in Theory and Practice. Boulder, Colorado, 2016.
- Eye of the Heart: a Spiritual Journey into the Imaginal Realm. Boulder, Colorado, 2020.